# Keitele
Keitele este o comună din Finlanda.